# Atchi Kotchi
Atchi Kotchi (jap. あっちこっち, dt. „hier und dort“), mit dem englischen Untertitel Place to Place, ist eine Manga-Serie des japanischen Zeichners Ishiki. Sie erscheint seit 2006 in Japan, wurde ins Chinesische übersetzt und als Anime adaptiert.

## Inhalt
Die Schülerin Tsumiki Miniwa (御庭 つみき) ist in ihren ruhigen, intelligenten Mitschüler Io Otonashi (音無 伊御) verliebt. Doch kann sich das Mädchen mit geringer Körpergröße dies nicht eingestehen, schon gar nicht Io selbst. Gemeinsam erleben sie den Schulalltag und kommen sich dabei langsam näher. Ihre Mitschülerin und Freundin Mayoi Katase (片瀬 真宵), die selten ohne ihren Laborkittel zu sehen ist, hat Tsumikis Gefühle schon erkannt und zieht sie manchmal damit auf. Gemeinsam mit Ios Freund Sakaki Inui (戌井 榊) spielt sie auch gern anderen Streiche. Auch die tollpatschige Hime Haruno (春野 姫) gehört zum Freundeskreis und arbeitet zusammen mit Io und Sakaki von Zeit zu Zeit in der Konditorei „Hatch Potch“ von Sakakis Schwester Miiko (戌井 みいこ).

## Manga
Die Serie erscheint seit 9. September 2006 (Ausgabe 10/2006) im Manga-Magazin Manga Time Kirara beim Verlag Hōbunsha. Die Kapitel wurden auch gesammelt in bisher (Stand: August 2013) fünf Bänden herausgebracht. Eine chinesische Übersetzung erscheint bei Sharp Point Press in Taiwan.

## Anime-Adaption
Das Studio AIC produzierte 2012 unter der Regie von Fumitoshi Oizaki eine Anime-Adaption der Mangaserie. Das Drehbuch dafür schrieb Nobuhiko Tenkawa und das Charakterdesign entwarf Atsuko Watanabe. Die künstlerische Leitung lag bei Ken’ichi Tajiri. Vom 6. April bis 29. Juni 2012 nach Mitternacht (und damit am vorigen Fernsehtag) wurde die Serie von TBS in Japan erstausgestrahlt und mit bis zu zwei Wochen Versatz auch auf MBS und CBC.
Von Juni bis November 2011 wurden die Folgen auf sechs DVDs bzw. Blu-rays verkauft. Die Serie wurde von Sentai Filmworks in Nordamerika lizenziert und erschien 2013 in englischer Übersetzung als Place to Place auf DVD.

### Synchronsprecher
| Rolle          | Japanische Stimme (Seiyū) |
| -------------- | ------------------------- |
| Io Otonashi    | Nobuhiko Okamoto          |
| Tsumiki Miniwa | Rumi Ōkubo                |
| Hime Haruno    | Kaori Fukuhara            |
| Mayoi Katase   | Hitomi Nabatame           |
| Sakaki Inui    | Shintarō Asanuma          |

### Musik
Die Musik der Serie wurde komponiert von Masaru Yokoyama. Der Vorspann wurde unterlegt mit dem Lied Atchi de Kotchi de (あっちでこっちで), gesungen von allen fünf Sprechern der Hauptfiguren. Der Abspanntitel ist Te o Gyushite ne (手をギュしてね) von Rumi Ōkubo.